# Пиопи II
Неферкара Пиопи II (также Пе́пи II) (XXIII век до н. э. — 2180-е до н. э.) — фараон Древнего Египта, правивший приблизительно в 2300—2206 годах до н. э., из VI династии.

## Приход к власти

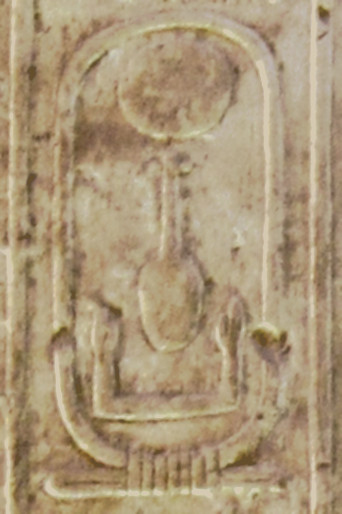
Картуш Неферкара (Пиопи II) в Абидосском списке фараонов (№ 38)

Неферкара Пиопи II был сыном фараона Пиопи I и царицы Анехнес-Мерира II, единокровный братом Меренра I.
Когда юный фараон Меренра I скончался, его наследником стал младший единокровный брат, которому, как рассказывает Манефон, исполнилось всего 6 лет. На Востоке малолетний правитель едва ли способен обеспечить мир и стабильность в государстве, однако нет доказательств, что имели место какие-либо волнения. Возможно, на эти спокойные условия оказал влияние брат двух цариц, каждую из которых звали Анехнес-Мерира (Анехнес-Мерира I и Анехнес-Мерира II), и соответственно, дядя малолетнего царя князь Джау. В своей заупокойной надписи он рассказывает, что его весьма почитали во время правления царя Пиопи I, который женился на двух его сёстрах, и в период правления Меренра I, его племянника, а при Пиопи II он занял высокое положение главного судьи и визиря (чати). Он, похоже, был человеком, с которым считались, и употребил всё своё влияние на пользу интересам своей сестры и её царственного отпрыска. От прочности их позиции зависело и его собственное положение.     

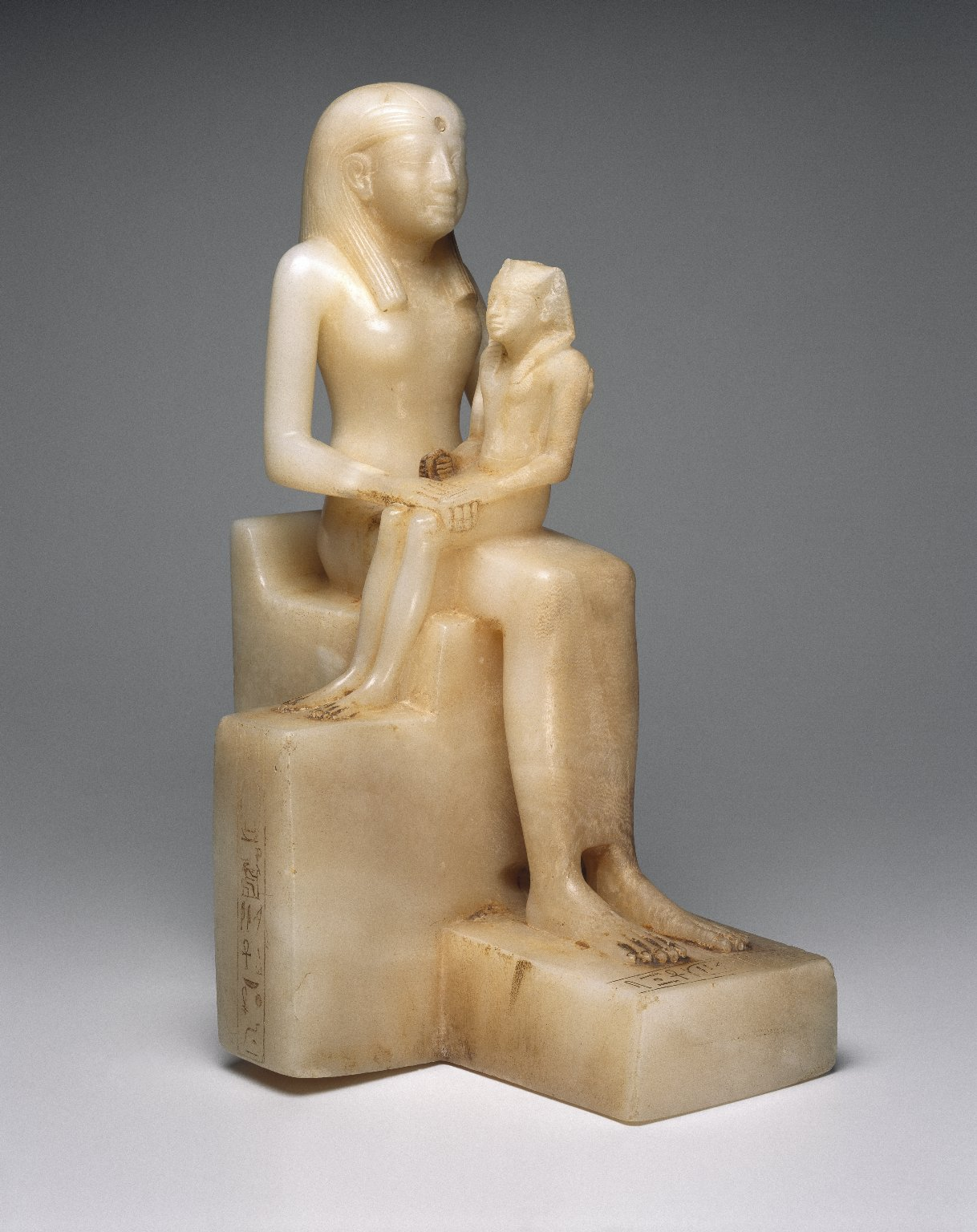

В первые годы царствования Пиопи II вместо него, должно быть, правила его мать. На скале в каменоломнях Синая рядом с надписью датированной годом «второго счёта» (подсчёт крупного рогатого скота, с целью взимания налогов), мы видим изображение царицы, а не фараона. В самой надписи после его имён и титулов выписаны и её титулы: «Мать царя, совершающая (службы) при пирамиде, [именуемой] „Неферкара утверждён как живущий“, то есть пирамиде нового фараона, которая в то время, конечно, только строилась), супруга [покойного] царя [Пиопи Мерира], возлюбленная им, совершающая службы при пирамиде, [именуемой] „Мерира хорошо утверждён“, Анехнес-Мерира, которую любят все боги». Выражение «совершающая [службы] при пирамиде» буквально означает «принадлежащая пирамиде», смысл которого не совсем понятен. В любом случае факт её связи с двумя пирамидами — её покойного супруга и её сына — был определённым преимуществом. Она изображена и на заупокойной стеле своего брата князя Джау, где названа «супругой [покойного] царя [Пиопи Мерира], совершающей службы при пирамиде, [именуемой] „Мерира хорошо утверждён“, весьма любимой, весьма хвалимой, дочерью Бога, великой владениями, спутницей царя-Хора, матерью царя, совершающей службы при пирамиде, [именуемой] „Неферкара утверждён как живущий“, Анехнес-Мерира». На этой же стеле изображена и её сестра Анехнес-Мерира, чьё имя сопровождают те же титулы, за исключением того, что вместо пирамиды Неферкара — сына её сестры — упоминается пирамида её собственного сына Меренра. Двух цариц можно было бы считать одной женщиной, если бы этому не противоречили факты. Во-первых, Джау называет себя «их братом», а не «её братом», а во-вторых, в абидоском храме был найден указ, где упоминается об изготовлении статуи князя Джау, а также статуи Анехнес-Мерира «пирамиды Неферкара» и третьей, отдельной, статуи Анехнес-Мерира «пирамиды Меренра».

## Продолжительность правления
Манефон утверждает, что Пиопи II, которого он называет Фиоп(с)ом, наследовал престол в шестилетнем возрасте и, якобы, дожил до ста лет. Таким образом, его правление продолжалось 94 года и было самым длительным в мировой истории. Эратосфен утверждает, что он умер за час до достижения своего столетия. В Туринском царском папирусе указано, что царствование Пиопи Неферкара длилось 90 лет, однако в конце этого числа папирус разрушен. Следовательно, оно могло иметь некие дополнения и там действительно могло быть 93 или 94 года. Однако некоторые историки сомневаются в такой продолжительности правления Пиопи II. Дело в том, что последний известный нам год правления этого фараона на современных ему надписях — «31 год подсчёта, 1-й месяц сезона Шему, день 20», сохранившийся в каменоломнях Хатнуба. Как известно, эти подсчёты скота, с целью взимания налогов, во времена Древнего царства производились раз в два года, а к концу VI династии вероятно даже раз в год. Даже если принять во внимание счисление скота раз в два года, то «31 подсчёт» даст лишь 62 год его царствования. Поэтому некоторые египтологи предполагают, что Пиопи II правил не более 64 лет, а неправильное понимание текста Манефоном привело к появлению 94 годов правления. Можно, однако, признать, на основании того, что большинство датированных надписей периода Древнего царства происходят из каменоломен, где добывали строительный материал, во второй половине правления Пиопи II просто не велись строительные работы из-за упадка царской власти.

## Имена фараона
Этот царь принял уже ставший традиционным титул «Сын солнечного бога», который писали перед его личным именем Пиопи. В качестве тронного имени он звался Неферкара, «Прекрасен дух солнечного бога». Его хорово имя и имя по небти было Нечер-хау, «Божественный в своём восшествии», а в качестве золотого имени он носил имя Сехем, «Правитель».
| G5 |

| G5 |

| R8 | N28 | G43 |

| R8 | N28 | G43 |

| G16 |

| G16 |

| R8 | N28 | G43 |

| R8 | N28 | G43 |

| G8 |

| G8 |

| S42 · G5 · S12 |

| S42 · G5 · S12 |

| nswt&bity |

| nswt&bity |

| N5 | F35 | D28 |

| N5 | F35 | D28 |

| N5 | F35 | D28 |

| N5 | F35 | D28 |

| N5 | F35 | D28 |

| N5 | F35 | D28 |

| N5 | F35 | D28 |

| N5 | F35 | D28 |

| G39 | N5 |

| G39 | N5 |

| Q3 | Q3 | M17 | M17 |

| Q3 | Q3 | M17 | M17 |

| Q3 | Q3 | M17 | M17 |

| Q3 | Q3 | M17 | M17 |

| Q3 | Q3 | M17 | M17 |

| Q3 | Q3 | M17 | M17 |

| Q3 | Q3 | M17 | M17 |

| Q3 | Q3 | M17 | M17 |

| G39 | N5 | Q3 · Q3 | M17 | M17 |

| G39 | N5 | Q3 · Q3 | M17 | M17 |

| G39 | N5 | Q3 · Q3 | M17 | M17 |

| G39 | N5 | Q3 · Q3 | M17 | M17 |

| G39 | N5 | Q3 · Q3 | M17 | M17 |

| G39 | N5 | Q3 · Q3 | M17 | M17 |

| G39 | N5 | Q3 · Q3 | M17 | M17 |

| G39 | N5 | Q3 · Q3 | M17 | M17 |

| Q3 · Q3 | M17 | M17 | N5 | F35 | D28 |

| Q3 · Q3 | M17 | M17 | N5 | F35 | D28 |

| Q3 · Q3 | M17 | M17 | N5 | F35 | D28 |

| Q3 · Q3 | M17 | M17 | N5 | F35 | D28 |

| Q3 · Q3 | M17 | M17 | N5 | F35 | D28 |

| Q3 · Q3 | M17 | M17 | N5 | F35 | D28 |

| Q3 · Q3 | M17 | M17 | N5 | F35 | D28 |

| Q3 · Q3 | M17 | M17 | N5 | F35 | D28 |

## Завоевательная политика

### Поход Хуфхора
Во внешней политике Пиопи II опирался на традиции силового давления на Нубию, которое совершалось в ходе торговых экспедиций, сопровождаемых военными отрядами. «Начальник Юга» Хуфхор, ещё в правление старшего брата Пиопи II фараона Меренра I совершил 3 похода в отдалённую страну Иам (земли южнее 3-го порога), а в самом начале правления Неферкара Пиопи II он предпринял свою 4-ю экспедицию туда. Хуфхор привёз из Судана, помимо множества разных ценных вещей, пигмея или карлика, умевшего танцевать. Как только он прибыл, то сразу послал ко двору сообщение, чтобы уведомить своего юного повелителя, которому в ту пору шёл 8-й год. Пиопи II продиктовал, несомненно, с помощью своей матери письмо Хуфхору, веля ему немедленно доставить пигмея во дворец в Мемфисе. Хуфхор настолько ценил данное письмо, что приказал высечь его текст на фасаде своей гробницы, дабы его могли прочесть по происшествии многих лет все, кто посетит его усыпальницу. Письмо царя — один из самых «человечных» документов, дошедших до нас с древности, который ярко обнаруживает характер маленького мальчика, носившего корону  фараонов. Оно датировано «годом 2, 3-м месяцем сезона Ахет, днём 15». В письме говорится:

«Я узнал содержимое твоего послания, что ты отправил [мне], царю, во дворец, дабы смог я узнать, что вернулся ты благополучно из [страны] Иам вместе с войском моим, что с тобой. Ты сказал в своём письме, что привёз множество богатых и прекрасных даров, которые Хатхор, владычица Имемау (?), даровала мне, царю Верхнего и Нижнего Египта Неферкара, да будет он жить вечно, вековечно.
Ты сказал в своём письме, что привёз карлика [для] плясок бога из страны Ахтиу („Страны Духов“, древнее название неизвестных областей далеко к югу от Египта), подобного карлику, доставленному казначеем бога Баурдедом из страны Пунт во время Исеси. … Да доставишь ты с собой этого карлика, которого ты привёл из страны Ахтиу, живым, целым и здоровым для плясок бога, для увеселения, для развлечения царя Верхнего и Нижнего Египта Неферкара, да будет он жить вечно. Когда он поедет с тобой на корабле, назначь надёжных людей, которые будут постоянно находиться позади него на обоих бортах. Берегись, [если] он упадёт в воду. Если он будет спать ночью, то тоже назначь надёжных людей, которые будут спать рядом с ним в его палатке. Проверяй десять раз за ночь. Моё величество желает видеть этого карлика, более чем дары рудников и Пунта. Если ты достигнешь столицы, а этот карлик будет с тобой живым, целым и здоровым, то сделает моё величество для тебя больше, чем сделанное для казначея бога Баурдеда во времена Исеси, согласно желанию моего величества видеть этого карлика».

### Поход Сабни
Вместе с тем, не все походы Пиопи II в Нубию закончились удачно. Так, во время похода к югу от Уауата номарх Элефантины Меху был убит. Новость об этой трагедии на Элефантину привезли капитан корабля и нубийский воин. Сын Меху Сабни, памятуя о сыновьем долге, принял решение немедленно отправится на поиски тела отца, чтобы устроить достойные похороны в гробнице, которую тот подготовил для себя. Собрав войско в своих владениях, он двинулся на юг, чтобы покарать племя, виновное в гибели отца. Поход прошёл успешно, Сабни вернулся с большой добычей и телом отца. Фараон достойно одарил Сабни за этот поход. Помимо разных подарков он получил и большие наделы земли. Впоследствии Сабни был назначен «начальником Юга», возможно заняв этот пост после смерти Хуфхора.

### Походы Пиопинахта
Ещё из надписей Хуфхора и Сабни видно, что племена Уауат и Ирчет, проживающие между первым и вторым порогами Нила, проявляли враждебность к египтянам. Вскоре, похоже, они начали войну против фараона. Чтобы подавить сопротивление на юг был послан карательный отряд. Возглавил его номарх Элефантины, «начальник чужеземных стран» Пиопинахт, который описал эту войну так:

«Величество моего господина послал меня, чтобы разрушить Уауат и Ирчет, и я сделал это так, что господин мой хвалил меня. Я убил там многих, и были среди них сыновья владык и высшие командиры. [Также] доставил я ко двору много их в качестве живых пленников… Затем его Величество отправил меня [опять] умиротворять эти страны. Я сделал это так, что господин мой хвалил меня весьма, больше всего. Привёл я ко двору владык тех стран [в качестве заложников], благополучно [прибыв] с быками и козами, которых они [должны были послать] ко двору, вместе с несколькими детьми их владык и двумя высокими начальниками, которые были ответственны за них».
Вскоре после этого фараон решил послать экспедицию в страну Пунт. Для этой цели он направил «начальника моряков» по имени Ананхет в некое место на побережье Красного моря, возможно, в небольшую гавань, которая в древности называлась Дуау, а в настоящее время известна как Кусейр, чтобы он построил там корабль, на котором экспедиция отправиться на юг в Пунт. Примерно 160 км пустыни отделяли поселение Дуау на Красном море от расположенного на Ниле города Коптоса. Соединяющий их караванный путь проходил сквозь Вади-Хаммамат, где находились знаменитые каменоломни, работа в которых велась с начала египетской истории. Весь этот путь древесину для строительства корабля и все припасы несли на руках или же нагружали на ослов. Ананхет  достиг берега Красного моря, и приступил к постройке корабля, но был убит «жителями песков» (хериуша) из племени аму. Вместе с Ананхетом погиб и его военно-морской отряд. Однако несколько человек спаслись и доставили новость о несчастье в Египет. Тогда фараон послал Пиопинахта отыскать тело Ананхета и привезти его домой, чтобы его можно было достойно похоронить. Пиопинахт рассказывает: «Величество моего господина послал меня в страну азиатов привезти ему капитана Ананхета, который строил там корабль для [его экспедиции] в Пунт, когда азиаты, жители пустыни, убили его вместе с воинами отряда, что были с ним. [Я нашёл его лежащим] среди [тел] его людей. Я [атаковал врагов], и убил многих среди них, я и отряд воинов, что был со мной».

### Поход на Синайский полуостров

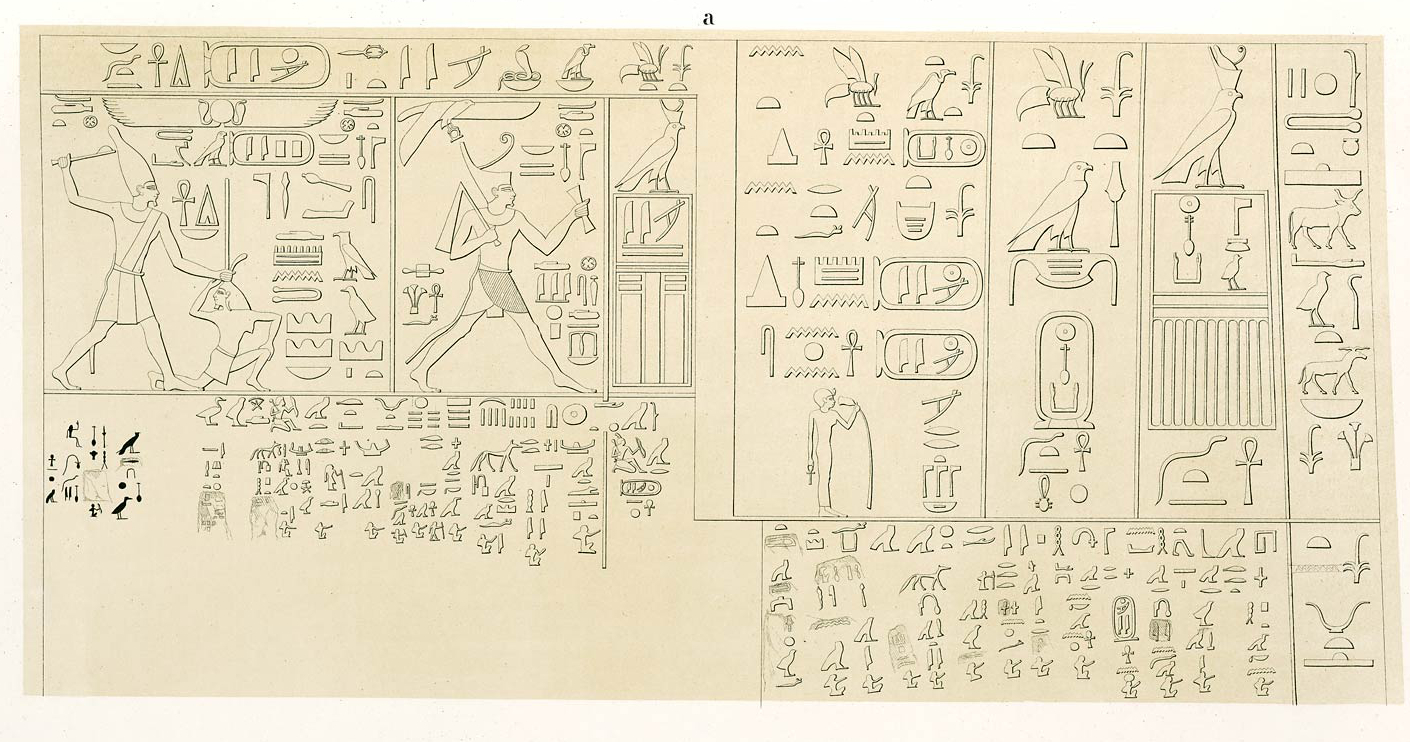
Царский рельеф в Вади-Магхара. Синайский полуостров

Большая экспедиция, очевидно, с целью доставки меди, была отправлена на Синайский полуостров при фараоне Пепи II. Надпись на скалах Вади-Магхара сохранила краткое упоминание об этой экспедиции:

«Год второго счисления крупного и мелкого рогатого скота севера и юга. Хор Нечерхау Неферкара, живущий вечно. Царь Верхнего и Нижнего Египта, могучий Хор Омбосский Неферкара, живущий вечно, подобно Ра. Мать царя, состоящая при пирамиде «Неферкара пребывает живым», супруга царя, любимая им, состоящая при пирамиде «Мерира пребывает прекрасным» — Анхнес-Мерира, которую любят все боги. Царская экспедиция, посланная с казначеем бога Хети к террасе (?), название которой „малахит“».
Далее следуют титулы и имена тридцати чиновников, составлявших штаб этой, очевидно, довольно крупной, экспедиции. Среди них мы видим начальника писцов, двух начальников караванов и одного начальника отряда новобранцев. Следовательно, эта экспедиция сопровождалась военными силами, необходимыми для усмирения и завоевания богатого района Синайских рудников.

## Памятники правления Пиопи II
От долгого правления Пиопи Неферкара до нас дошло несколько памятников. Его имя появляется в Абусире, где царь провёл некие восстановительные работы в храме фараона V династии Ниусерра. В алебастровых каменоломнях Хатнуба найдена надпись, датированная 6-м годом его правления. В Коптосе обнаружены остатки построенного им храма. В Нехебе (Эль-Кабе) обнаружены надпись и фрагмент стелы из известняка с его именем, а в Нехене (Иераконполе) основание статуи. Среди мелких предметов упомянем ступку из чёрного гранита, сосуд из известняка, несколько цилиндрических печатей, скарабеев, палеток, сосудов, включая тот, что был найден на сирийском побережье в Библе, и тот, что в настоящее время хранится в Метрополитен-музее в Нью-Йорке. На двух последних написаны имена фараона и его матери. На Элефантине найдена надпись, где упоминается о праздновании второго царского юбилея. Это следовало ожидать, поскольку правил он очень долго.

## Заупокойный комплекс

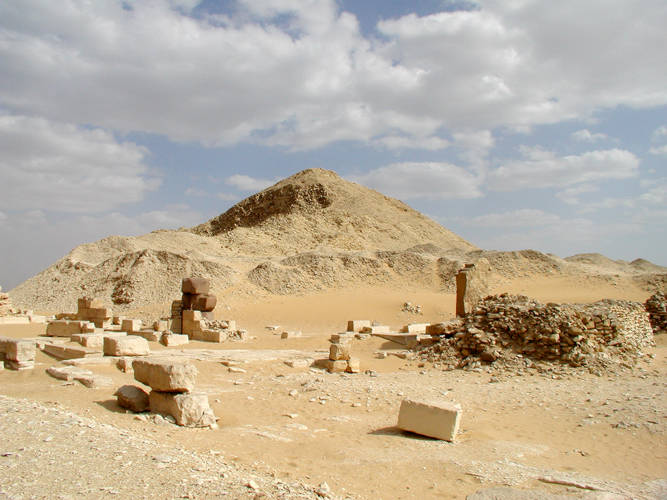
Остатки плохо сохранившегося пирамидального комплекса Пепи II в Саккара

Место для своей пирамиды, получившей название Менх-анх Неферкара («Неферкара утверждён как живущий»), Пиопи II выбрал в Саккара, в его южной части, близ гробницы последнего царя IV династии Шепсескафа. Пирамида была открыта в 1881 году Гастоном Масперо. Эта пирамида с её погребальным ансамблем является лучше всего сохранившимся памятником некрополя Саккара наряду с пирамидой Джосера. Она изучена лучше всех построек конца Древнего царства благодаря египтологу Гюставу Жекье, проведшему в ней почти 10 лет (1926—1936). Раскопки её погребального ансамбля начались в середине 20-х годов, но лишь в 1932 году Жекье приступил к методическим исследованиям, сопровождавшимся частичной реставрацией найденных архитектурных фрагментов.
Она не отличается слишком большими размерами: основание её первоначально равнялось 78,6×78,6 метра, высота — 52,1 метра. Построили её из не очень крупных блоков, тем же методом, каким возводились ступенчатые пирамиды; после возведения шестой ступени её облицевали известняковыми плитами, остатки которых были найдены среди обвалившихся и лежащих у её подножия обломков верхних слоёв. Как только были закончены строительные работы, обнаружилось, что облицовка пирамиды треснула, возможно, по причине оседания почвы. Тогда вокруг выстроили укрепляющий каменный пояс, покоившийся на двух слоях кладки фундамента. Это повлекло за собой другие изменения. Маленькая часовня на северной стороне была разобрана, и её блоки использовали для постройки защитной стены. Была перемещена и ограда пирамиды, которую продолжили на восток, охватив закрытую часть заупокойного храма и пирамиду-спутник, расположенную в юго-восточном углу ограды.
Вход в пирамиду находился с северной стороны. Расположение внутренних помещений было таким же, как в пирамидах предшественников Пиопи II. Стены погребальной камеры покрывали религиозные тексты (так называемые «Тексты пирамид»), и их было больше, чем в пирамидах его предшественников. Однако ещё в древности их сильно повредили грабители, проникшие в помещение через дыру проделанную в потолке. Уцелевшие Тексты пирамид были использованы Масперо в его базовой публикации и послужили основой для сличения надписей в большом словаре Берлинской Академии. Гранитный царский саркофаг хорошо сохранился, даже крышка не повреждена. Несколько фрагментов пелен, в которые некогда была завёрнута мумия, — это всё, что осталось от тела фараона.

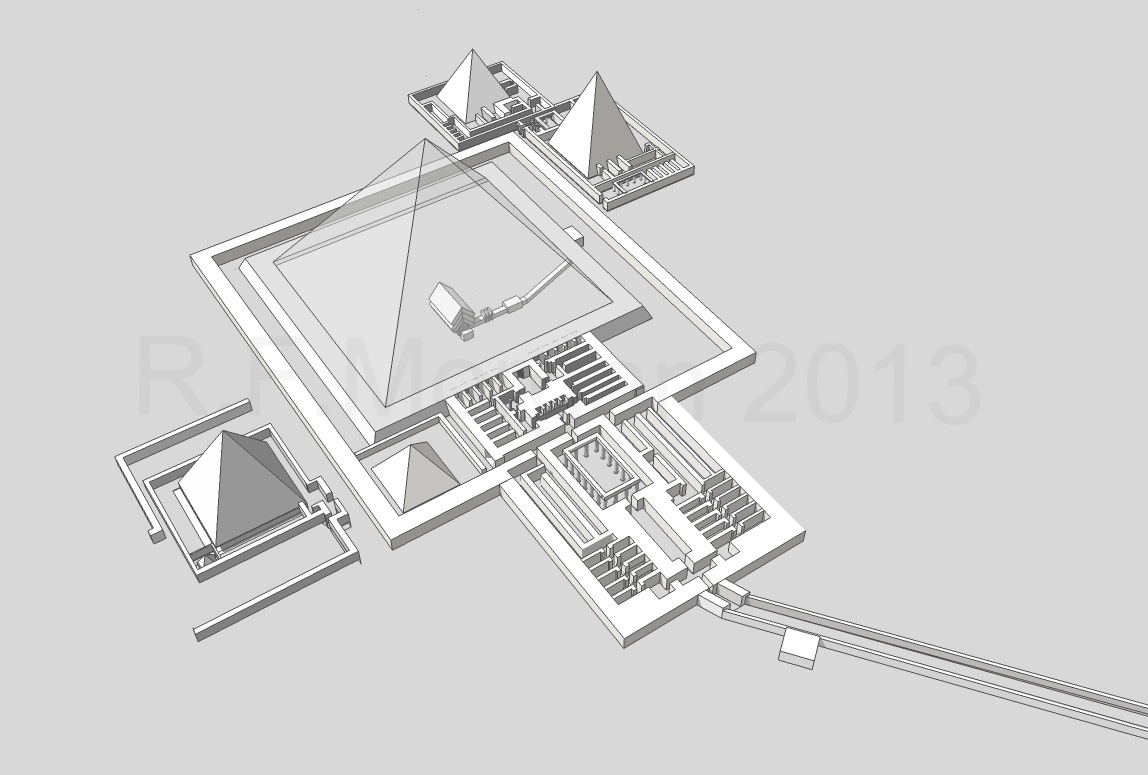
Некрополь Пиопи II. Реконструкция

Пирамида Пиопи II — единственная из пирамид VI династии, у которой сохранились остатки нижнего храма; правда, мы не знаем, насколько он был для той поры типичен. Храм этот состоял из двух частей: одна находилась прямо над Нилом (или над нильским каналом), а другая позади — на возвышенности. Нижняя часть храма была очень длинная и узкая; её фронтон был растянут почти на 100 метров, по обе стороны от него отходили крытые коридоры, ведущие к спускам к Нилу. Верхняя часть нижнего храма состояла из культовых и складских помещений.
От нижнего храма к пирамиде вела «восходящая» дорога длиной свыше полукилометра и также крытая. Кончалась она вестибюлем заупокойного храма, который, как это было принято, делился на две части: внешнюю — перед оградой, доступную всем людям, и внутреннюю — отведенную для жрецов. Когда Жекье откопал поминальный комплекс из песка, он обнаружил в нём десятки тысяч фрагментов рельефов; на них был изображён царь в победоносных битвах с ливийцами и азиатами: избиение неприятеля на поле брани, массовое убийство пленных в путах, превращение их в рабов, вывоз воинских трофеев и т. п., но были и более мирные сцены, запечатлевшие, например, царя во время охоты па бегемотов и львов, царя, принимающего почести от сановников. Помимо бесчисленных изображений царя здесь можно было видеть и какого-то парнишку, который быстро взбирается по шесту за подвешенным на нём призом — рогаликом или пирогом. Используя найденные фрагменты рельефов, Жекье восстановил оформление стен двух храмов и мощеной дороги.

Нижний храм и «восходящая» дорога, ведущая к верхнему храму и пирамиде Пиопи II. Реконструкция

Пирамида Пиопи II окружена тремя пирамидами цариц: на юго-востоке расположена гробница Уджебтен, на северо-западе — Ипут II и Нейт. При пирамидах супруг Пиопи II находились заупокойные храмы, возможно также, что все они имели пирамиды-спутники, хотя их следы пока не найдены у гробницы Уджебтен. Их внутренний план в общих чертах повторяет план пирамиды Пиопи II. Во всех трёх найдены Тексты пирамид. Однако гробницы цариц имеют некоторые особенности. Так, возле входа на территорию пирамиды Нейт возвышались два маленьких обелиска. Пирамида Ипут II несколько отличалась от царской: угол наклона ее граней составлял 55°, тогда как грани пирамиды Пиопи II были наклонены под углом 53°. Две остальные пирамиды имеют более стройную форму. Угол наклона граней в пирамиде Уджебтен составляет 65°, в пирамиде Нейт — 61°. Пирамида царицы Нейт имела основание равное приблизительно 45×45 метрам, а высота равнялась примерно 37 метрам. Пирамиды цариц Ипут и Уджебтен были почти в два раза меньше. Ритуальные пирамиды всех цариц имели одинаковые основания (5×5 метров).
Итак, Пиопи II приказал построить восемь пирамид: самую большую, разумеется, для себя, три для своих жен, и возле каждой — по ритуальной пирамиде.

## Итоги деятельности
Несмотря на свою длительность, правление Пиопи II было отмечено усилением власти номархов — правителей номов. Например, Пиопи вынужден был освободить так называемыми иммунитетными грамотами храмовые хозяйства и многие поселения от государственной повинности на «дом царя», что свидетельствует о дальнейшем упадке царской власти. Ярким свидетельством этого является «Иммунитетная грамота фараона Пиопи II из Коптоса». В результате, децентрализованные тенденции привели к падению Древнего царства после смерти наследников Пиопи II — фараона Меренра II и царицы Нитокрис.
Визирь (чати) князь Джау поместил в храм Осириса в Абидосе свою статую вместе со статуями двух своих сестёр, одна из которых была матерью царя Меренра, а другая родила царя Неферкара, а также статуей самого Неферкара. Согласно египетскому обычаю, эти статуи были принесены в храм, чтобы обеспечить души тех четырёх высокопоставленных людей, которых они изображали, подношениями пищи во время определённых праздников. В указе названы имена этих людей и утверждается, что жертвы перед каждой из статуй включали восьмую часть быка и определённое количество молока. Спустя некоторое время, указ изданный царём, имя которого не сохранилось, и который правил в период смуты, царившей во времена следующей династии, избавил жрецов от этой обязанности, поскольку он не пожелал, чтобы эти подношения регулярно совершались.

## Сказка о Неферкара и военачальнике Сасенете
В Первый переходный период авторы сказок не стеснялись показывать фараона в самых унизительных ситуациях. Так в «Сказке о Неферкара и военачальнике Сасенете», в которой описываются события самого конца VI династии, царь вместе с военачальником и некоторыми высокими сановниками плетёт интриги против «тяжущегося из Мемфиса». Этот житель Мемфиса подослал шпионов к своему господину и узнал, что отношения царя и военачальника Сасенета носят весьма щекотливый характер: «Царь прибыл в дом военачальника Сасенета. Он бросил камешек и пнул ногой [дверь]. После этого к нему опустилась лестница. Он поднялся по ней… После того как его величество сделал то, что хотел, с ним [военачальником], он отправился в свой дворец. Так… он провёл четыре часа в доме военачальника Сасенета». Конец истории утрачен, но нам известно главное — «сделать то, что хочет, с кем-то» в древнеегипетском языке имело определённо сексуальный подтекст. На этом примере становится очевидно, каким образом сходил на нет престиж царской власти.
| VI династия               |                                                                          |                      |
| Предшественник: Меренра I | фараон Египта ок. 2279 — 2219 до н. э. (правил приблизительно 64—94 лет) | Преемник: Меренра II |